# Taragudo
Taragudo község Spanyolországban, Guadalajara tartományban. Taragudo Alarilla, Hita, Guadalajara, Torre del Burgo és Espinosa de Henares községekkel határos. Lakosainak száma 48 fő (2024).

## Népesség
A település népessége az utóbbi években az alábbiak szerint változott:
| Lakosok száma | 32   | 38   | 32   | 40   | 47   | 47   | 51   | 49   | 45   | 48   |
|               | 2001 | 2004 | 2006 | 2009 | 2011 | 2014 | 2016 | 2019 | 2021 | 2024 |